# بورتاجفيل (ميزوري)
بورتاجفيل (بالإنجليزية: Portageville city, Missouri)‏ هي مدينة تقع بولاية ميزوري في الولايات المتحدة. تبلغ مساحتها 5.25 كم2، وترتفع عن سطح البحر 87 م، بلغ عدد سكانها 3,228 نسمة في عام 2010 حسب إحصاء مكتب تعداد الولايات المتحدة وتصل الكثافة السكانية فيها 614.9 نسمة لكل كيلومتر مربع (1,592.6/ميل2).

## التركيبة السكانية
حدّد مكتب تعداد الولايات المتحدة بيانات التركيبة السكانية لبورتاجفيل في تعداد الولايات المتحدة. في ما يلي، التركيبة السكانية حسب تعدادي 2000 و2010.

### تعداد عام 2000
بلغ عدد سكان بورتاجفيل 3,295 نسمة بحسب تعداد عام 2000، وبلغ عدد الأسر 1,335 أسرة وعدد العائلات 891 عائلة مقيمة في المدينة. في حين سجلت الكثافة السكانية 627.6 نسمة لكل كيلومتر مربع (1,625.5/ميل2). وبلغ عدد الوحدات السكنية 1,404 وحدة بمتوسط كثافة قدره 267.4 لكل كيلومتر مربع (692.6/ميل2).
وتوزع التركيب العرقي للمدينة بنسبة 82% من البيض و16.36% من الأمريكيين الأفارقة و0.18% من الأمريكيين الأصليين و0.30% من الأمريكيين ذوي الأصول الآسيوية و0.27% من الأعراق الأخرى و0.88% من عرقين مختلطين أو أكثر و0.82% من الهسبانيون أو اللاتينيون من أي عرق.
بلغ عدد الأسر 1,335 أسرة كانت نسبة 37.3% منها لديها أطفال تحت سن الثامنة عشر تعيش معهم، وبلغت نسبة الأزواج القاطنين مع بعضهم البعض 46.4% من أصل المجموع الكلي للأسر، ونسبة 17.3% من الأسر كان لديها معيلات من الإناث دون وجود شريك، بينما كانت نسبة 3.1% من الأسر لديها معيلون من الذكور دون وجود شريكة وكانت نسبة 33.3% من غير العائلات. تألفت نسبة 29.6% من أصل جميع الأسر من عدة أفراد يعيشون في نفس المنزل ونسبة 15.1% كانت تتألف من شخص يعيش بمفرده يبلغ من العمر 65 عاماً أو أكثر. وبلغ متوسط حجم الأسرة المعيشية 2.43، أما متوسط حجم العائلات فبلغ 3.02.
بلغ العمر الوسطي للسكان 36.7 عاماً. وكانت نسبة 27.3% من القاطنين تحت سن الثامنة عشر، وكانت نسبة 9.3% بين الثامنة عشر والرابعة والعشرين عاماً، ونسبة 26.4% كانت واقعةً في الفئة العمرية ما بين الخامسة والعشرين والرابعة والأربعين عاماً، ونسبة 20.8% كانت ما بين الخامسة والأربعين والرابعة والستين، ونسبة 14.8% كانت ضمن فئة الخامسة والستين عاماً فما فوق. يوجد لكل 100 أنثى 85.0 ذكر، ويوجد لكل 100 أنثى في الثامنة عشر من عمرها فما فوق 77.8 ذكر.
بلغ متوسط دخل الأسرة في المدينة 26,729 دولارًا، أما متوسط دخل العائلة فبلغ 35,913 دولارًا. وكان متوسط دخل الذكور 31,325 دولارًا مقابل 20,735 دولارًا للإناث. وسجل دخل الفرد الخاص بالمدينة 15,114 دولارًا. وكانت نسبة 21.4% من العائلات ونسبة 27% من السكان تحت خط الفقر، وكان من هؤلاء نسبة 37.8% تحت سن الثامنة عشر ونسبة 25.1% في الخامسة والستين من العمر وما فوق.

### تعداد عام 2010
بلغ عدد سكان بورتاجفيل 3,228 نسمة بحسب تعداد عام 2010، وبلغ عدد الأسر 1,346 أسرة وعدد العائلات 894 عائلة مقيمة في المدينة. في حين سجلت الكثافة السكانية 614.9 نسمة لكل كيلومتر مربع (1,592.6/ميل2). وبلغ عدد الوحدات السكنية 1,409 وحدة بمتوسط كثافة قدره 268.4 لكل كيلومتر مربع (695.2/ميل2).
وتوزع التركيب العرقي للمدينة بنسبة 78.62% من البيض و18.96% من الأمريكيين الأفارقة و0.06% من الأمريكيين الأصليين و0.19% من الأمريكيين ذوي الأصول الآسيوية و0.19% من الأعراق الأخرى و1.98% من عرقين مختلطين أو أكثر و0.87% من الهسبانيون أو اللاتينيون من أي عرق.
بلغ عدد الأسر 1,346 أسرة كانت نسبة 34% منها لديها أطفال تحت سن الثامنة عشر تعيش معهم، وبلغت نسبة الأزواج القاطنين مع بعضهم البعض 43.6% من أصل المجموع الكلي للأسر، ونسبة 17.5% من الأسر كان لديها معيلات من الإناث دون وجود شريك، بينما كانت نسبة 5.3% من الأسر لديها معيلون من الذكور دون وجود شريكة وكانت نسبة 33.6% من غير العائلات. تألفت نسبة 29.8% من أصل جميع الأسر من عدة أفراد يعيشون في نفس المنزل ونسبة 14.2% كانت تتألف من شخص يعيش بمفرده يبلغ من العمر 65 عاماً أو أكثر. وبلغ متوسط حجم الأسرة المعيشية 2.37، أما متوسط حجم العائلات فبلغ 2.92.
بلغ العمر الوسطي للسكان 38.6 عاماً. وكانت نسبة 25.7% من القاطنين تحت سن الثامنة عشر، وكانت نسبة 8% بين الثامنة عشر والرابعة والعشرين عاماً، ونسبة 23.9% كانت واقعةً في الفئة العمرية ما بين الخامسة والعشرين والرابعة والأربعين عاماً، ونسبة 26.1% كانت ما بين الخامسة والأربعين والرابعة والستين، ونسبة 16.4% كانت ضمن فئة الخامسة والستين عاماً فما فوق. وتوزع التركيب الجنسي للسكان بنسبة 46.4% ذكور و53.6% إناث.